# Mas de la Girada
El Mas de la Girada és un mas situat al municipi de Riudecols a la comarca catalana del Baix Camp.